# تشوي ميونغ هو
تشو ميونغ هو، من مواليد 3 يوليو 1988 في بيونغ يانغ، لاعب كرة قدم كوري شمالي، ويلعب مع نادي كرييلا سوفيتوف سامارا الروسي.
و قد اختير في عام 2005 كأفضل لاعب شاب في آسيا.

## روابط خارجية
- تشوي ميونغ هو على موقع الاتحاد الدولي (مؤرشف)  (الإنجليزية)
- تشوي ميونغ هو على موقع قاعدة بيانات كرة القدم.إي يو (الإنجليزية)
- تشوي ميونغ هو على موقع ناشيونال فوتبول تيمز (الإنجليزية)
- تشوي ميونغ هو على موقع Soccerway.com (الإنجليزية)